# Cicurina buwata
Cicurina buwata là một loài nhện trong họ Dictynidae.
Loài này thuộc chi Cicurina. Cicurina buwata được Ralph Vary Chamberlin & Wilton Ivie miêu tả năm 1940.